# Koloniale tentoonstelling (Semarang)

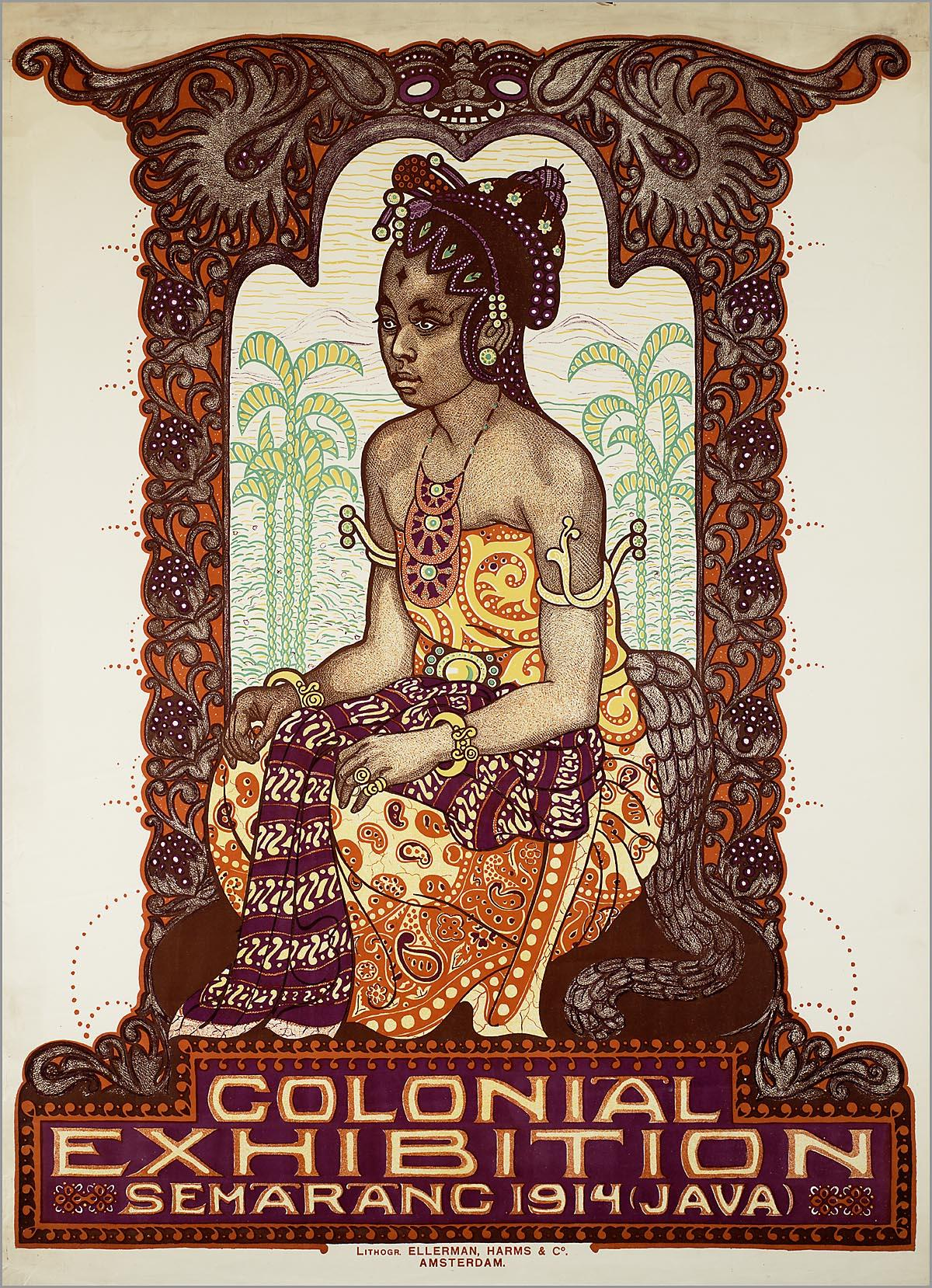
Advertentieposter van de koloniale tentoonstelling in Semarang

De Algemeene koloniale en internationale tentoonstelling te Semarang was een Koloniale tentoonstelling die  in 1914 werd gehouden in Semarang (stad) in het toenmalige Nederlands-Indië. De koloniale tentoonstelling vond plaats van 20 augustus en 22 november op een terrein van 300.000m2 net buiten de stad. 
Een belangrijk doel van deze koloniale tentoonstelling was - zoals voor zoveel wereldtentoonstellingen - om de prestaties van de nijverheidsindustrie en de technische vooruitgang te laten zien. Zo was het terrein van deze tentoonstelling in Nederlands-Indië specifiek uitgekozen om de mogelijkheden van landbouw en industrie in de natuurlijke omgeving - zowel op de hoogvlakte van het Oerangebergte als op de laagvlakte bij de stad - te laten zien. Zowel in een groot algemeen handelspaviljoen of het 'paviljoen met Inheemse Nijverheid' als in commerciële kleinere paviljoens van onder ander de Nederlandsch Indische Gasmaatschappij (NIGM), de Deli Maatschappij en Koninklijke Paketvaart Maatschappij (KPM) werden de huidige en toekomstige mogelijkheden van de landbouw en industrie in de Nederlandse kolonie getoond. 

## Het terrein

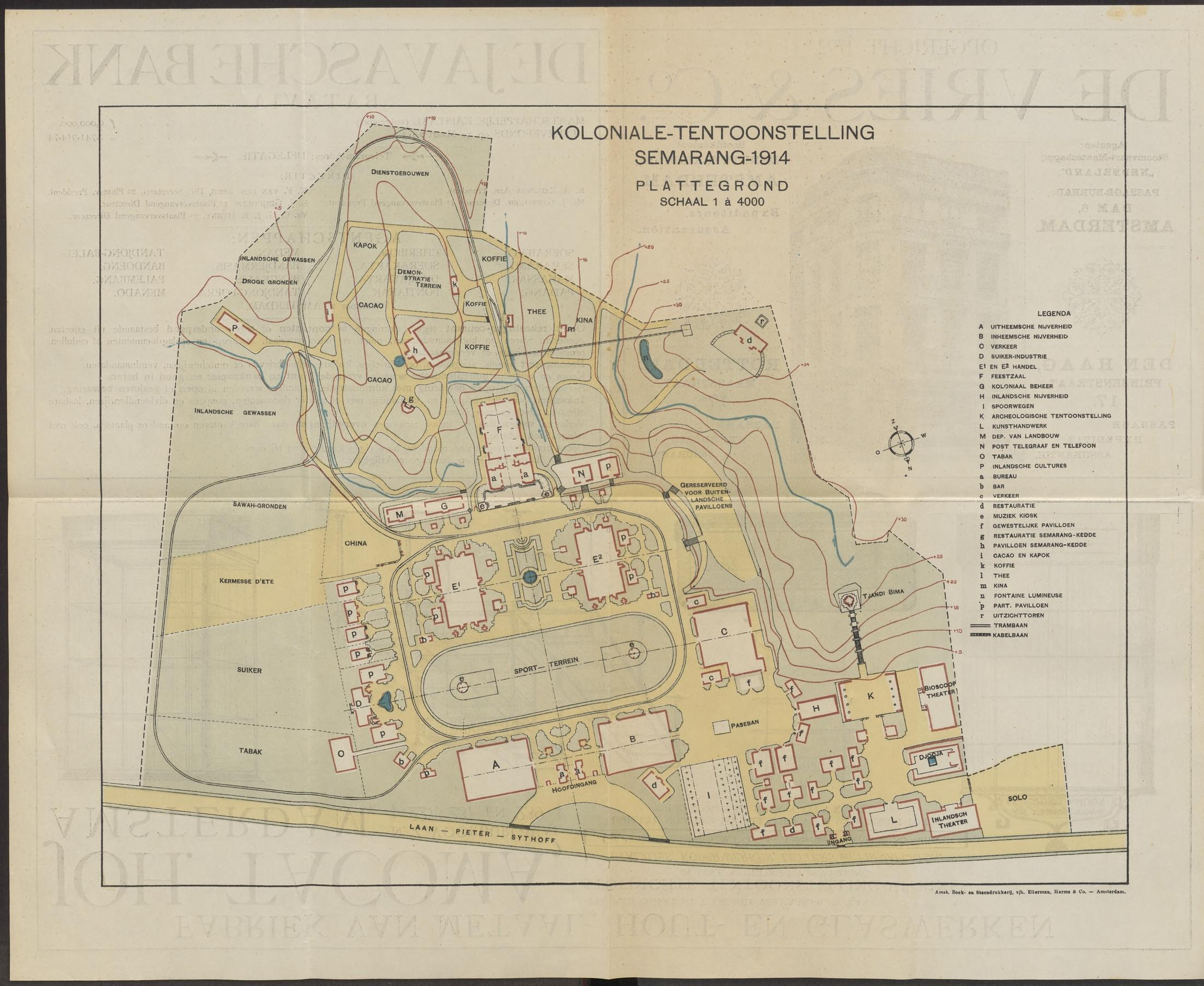
Plattegrond van het tentoonstellingsterrein

De ingangspoort van het tentoonstellingsterrein keek uit op een groot sportveld waar tijdens de koloniale tentoonstelling diverse sportwedstrijden gehouden werden. Rondom het sportveld waren de verschillende commerciële - en landenpaviljoens, tentoonstellingsgebouwen, een theehuis, restaurant en een feestgebouw opgesteld. Aan de linkerkant bij de ingang was een 2.000 m2 grote 'Machinehal' gebouwd, bestemd voor machines, werktuigen en tentoonstellingen uit de land-, bos- en tuinbouw. Op de plattegrond werd deze hal beschreven als de ruimte voor 'Uitheemsche nijverheid'. Hier dichtbij werd een hal opgetrokken voor de suikerindustrie - het zogenoemde 'Suikerpaleis' - met een eigen laboratorium en een tentoonstellingsruimte voor machines. Achter deze tentoonstellingshal werden in een open veld demonstraties suikerriet planten gegeven. 

## Afbeeldingen

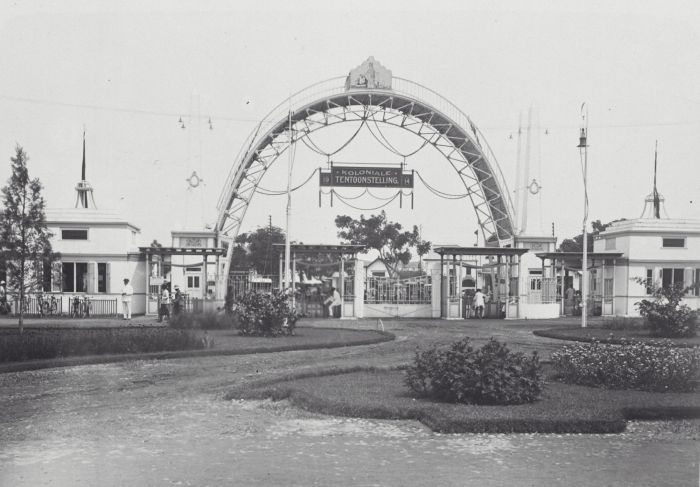
Hoofdingang van de tentoonstelling
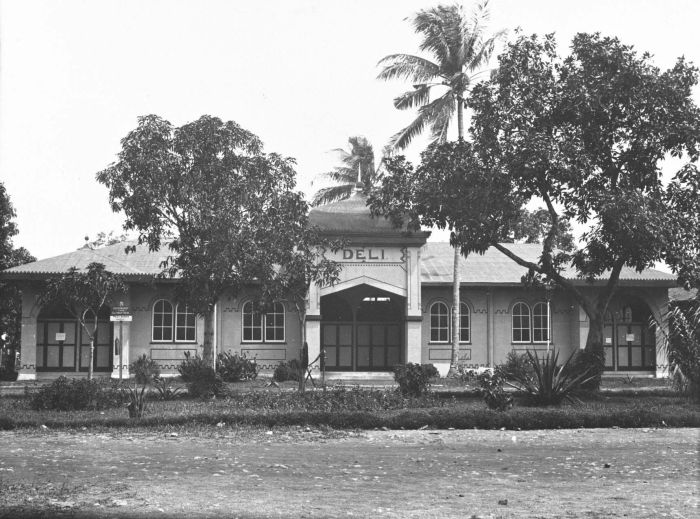
Het Deli-paviljoen
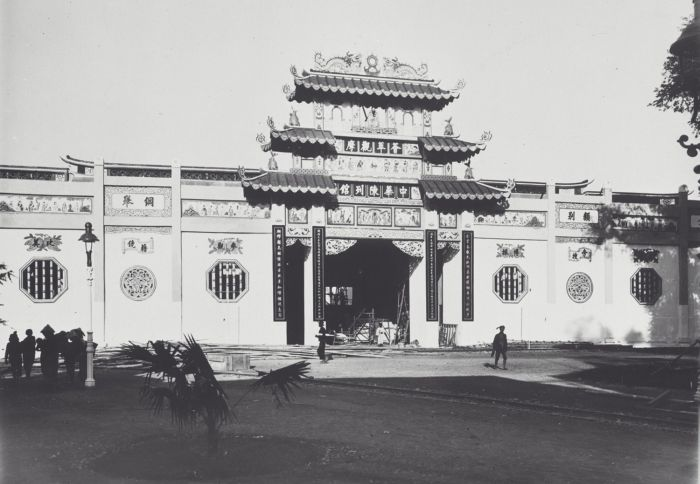
Het Chinese paviljoen
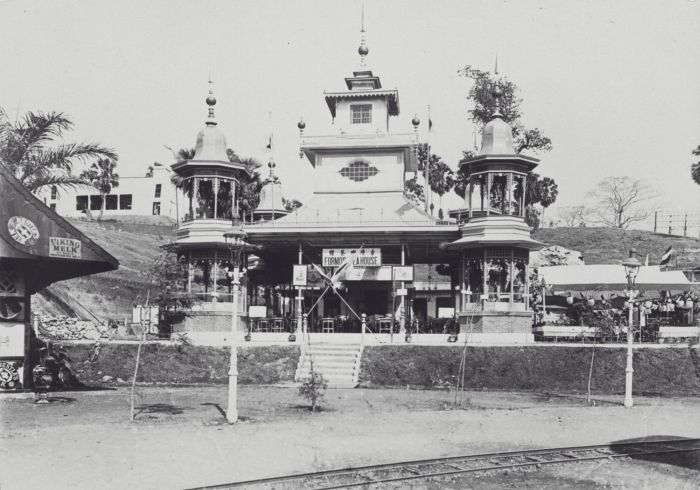
Formosa theehuis
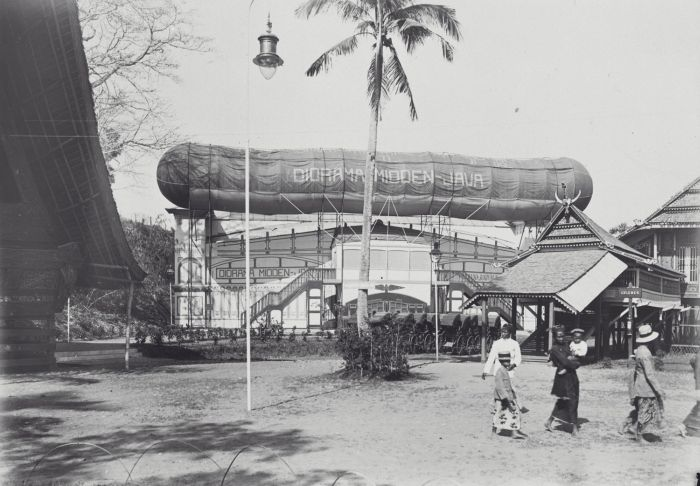
Diorama Midden-Java
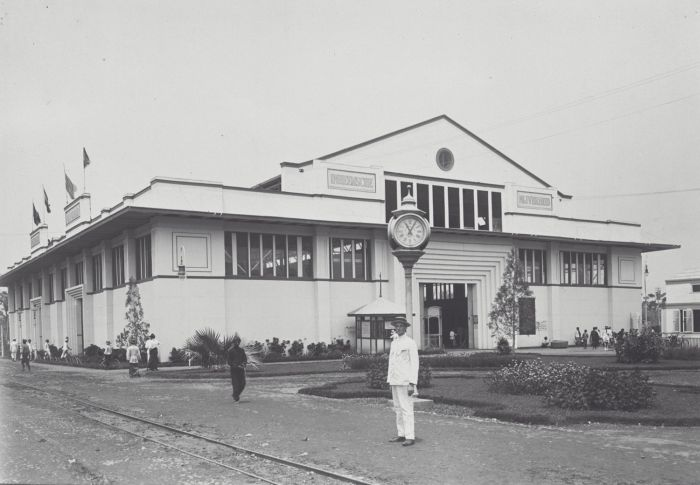
Paviljoen Inheemse Nijverheid